# Suzanne Lacascade
Pour les articles homonymes, voir Lacascade.
Rose Joséphine Suzanne Lacascade, née le 31 mars 1884 à Fort-de-France (Martinique) et morte à Paris le 28 janvier 1966, est une des premières écrivaines non-blanches à publier en France. Elle figure parmi les pionnières des mouvements littéraires de la négritude et de la créolité.

## Biographie
Suzanne Lacascade est issue d’une famille de mulâtres antillais. Son père, Théodore Lacascade (1841–1906), était le fils d’un esclave guadeloupéen affranchi en 1838. Après des études à l’école de Santé de la Marine de Brest, il a exercé la médecine, été élu député de la Guadeloupe en 1875 et terminé sa carrière comme gouverneur de Tahiti puis de Mayotte.
Sa mère, Alice Deproge (1848-1918), était la petite fille de Louis Fabien, compagnon de lutte de Cyrille Bissette. Marqué au fer rouge et condamné aux galères en 1824 pour avoir diffusé une brochure intitulée De la situation des gens de couleur libres aux Antilles, Louis Fabien a consacré sa vie à la cause abolitionniste.
Suzanne est la première « femme de couleur » à obtenir le  baccalauréat en 1904. Elle passe ensuite une licence de lettres à la Sorbonne et étudie la psychologie expérimentale à l’institut Alfred Binet. Pour subvenir à ses besoins, elle devient répétitrice et publie des articles dans la presse. Au lendemain de la Grande Guerre, elle fonde avec ses sœurs Élise, Laurence et Valentine un cours privé dans le XVIe arrondissement de Paris. En 1930, elle acquiert l’hôtel Mezzara, construit par Hector Guimard, 60, rue Lafontaine, et y transfère le Cours Lacascade, désormais réputé pour sa pédagogie et ses excellents résultats.
Elle meurt dans l'anonymat le 28 janvier 1966 et repose depuis au cimetière du Père-Lachaise.

## Œuvre
En 1924, Suzanne Lacascade publie son unique roman : Claire-Solange, âme africaine , qui lui vaut, en 1925, un prix Montyon de l'Académie française.
Il s’agit d’une fiction, en partie autobiographique, racontant l’histoire d’une héroïne originaire de la Martinique, fille d’un fonctionnaire colonial. L'autrice y expose une critique de la mission civilisatrice que s’est attribuée la France, elle y valorise le sang versé par les peuples colonisés pour la « grandeur » de la France et dresse un sombre tableau de la présence française aux Antilles, ainsi que de l’accueil réservé aux colonisés qui s’installent en métropole. Lacascade s’y interroge notamment sur la créolité et l’identité féminine dans un texte anti-impérialiste et féministe.
Dans son livre, l’autrice dénonce la représentation caricaturale des Noirs, le racisme et l’antisémitisme omniprésent dans la France de 1914 et revendique passionnément son ascendance africaine : « Je suis Africaine, clamait Claire-Solange… Africaine par atavisme et malgré mon hérédité paternelle ! Africaine comme celle de mes aïeules dont nul ne sait le nom sauvage, et que la traite fit échouer esclave aux Antilles, la première de sa race… ». Suzanne Lacascade apparaît ainsi comme une pionnière, et ce, à différents titres. Elle est d’abord une des premières femmes dites de couleur à publier en France, quinze ans avant le mouvement de la négritude. Mais son roman se démarque aussi par l’utilisation de la langue créole, que ce soit sous forme de courtes phrases ou de dialogues, de maximes ou d’extraits de chansons. Claire-Solange, âme africaine est enfin un plaidoyer féministe, se dressant contre les dominations masculines et leur volonté d’infériorisation de la femme.
À sa sortie, ce roman fait l’objet de nombreuses critiques dans la presse, certaines très élogieuses et positives, d’autres condescendantes, parfois misogynes voire racistes.

## Impact
Dans les années 1970, Maryse Condé évoque Claire-Solange, âme africaine dans sa thèse de doctorat, puis dans plusieurs écrits, considérant le roman comme « la première tentative littéraire faite par une femme de couleur des Antilles pour se doter de qualités originales ».
Depuis le début du XXIe siècle, dans la mouvance des études culturelles, plusieurs chercheuses anglophones et francophones ont pris le relais, manifestant un intérêt renouvelé pour Suzanne Lacascade et l’associant aux sœurs Nardal ainsi qu’à Suzanne Césaire, dans une relecture genrée de la négritude. De leur point de vue, Claire-Solange, âme africaine apparaît d’autant plus original et fondateur qu’il précède de cinq ans les premiers textes de Paulette ou Jane Nardal et de quinze ans ceux d’Aimé ou Suzanne Césaire.